# Schum EuroShop

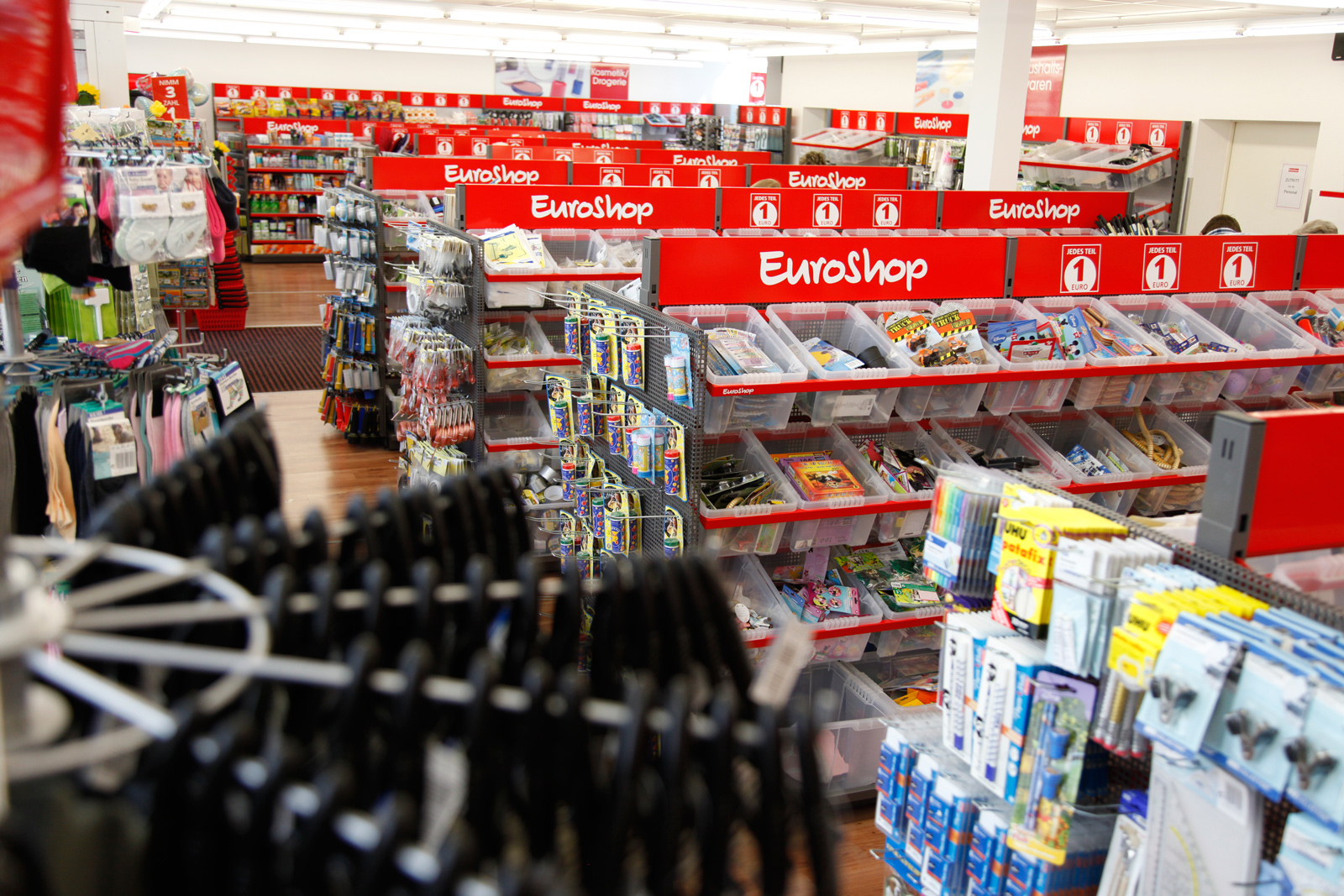
Innenansicht EuroShop

Die Schum EuroShop GmbH & Co. KG ist ein Discounter mit über 350 Filialen in Deutschland. Ein einheitlicher Verkaufspreis von 1,10 Euro bei allen angebotenen Artikeln (inklusive der ges. MwSt.) kennzeichnete das gesamte Angebot. In erster Linie zählen dazu Non-Food-Produkte des täglichen Bedarfs. Der EuroShop war der Pionier unter den Festpreisanbietern im 1-Euro-Sektor. Seit ein paar Jahren sind ein paar weitere Verkaufspreise hinzugekommen.
Im Jahr 2020 erhöhte EuroShop den Preis zum ersten Mal in seiner Geschichte (16 Jahre) aufgrund der Coronavirus-Krise. Es ging von 1 € auf 1,10 €, 10 % mehr.

## Geschichte
Das Mutterunternehmen J.E. Schum GmbH & Co. KG wurde 1877 von Johann Eugen Schum gegründet und befindet sich seit jeher im Familienbesitz. Das Unternehmen ist aus einem kleinen Eisenwarenladen im fränkischen Würzburg hervorgegangen.
Durch den deutschen Wirtschaftsaufschwung in den 1950er und 1960er Jahren gelang es dem Unternehmen, neben dem stark gewachsenen Einzelhandelsgeschäft in Würzburg auch weiträumiger als Großhändler zu agieren. Seit den 1990er Jahren und der Gewinnung global agierender Handelsunternehmen als Kunden liegt das Hauptaugenmerk der J.E. Schum GmbH & Co. KG auf Großhandelstätigkeiten.
Ab 1994 begann das mittlerweile auf 1400 Mitarbeiter angewachsene Unternehmen eigene Einzelhandelsfilialen unter dem Namen „Knüllerkiste“ zu eröffnen, die dann nach Einführung des Euro im Jahr 2004 in EuroShop umbenannt wurden. Als Pionier der „Ein-Euro-Läden“ in Deutschland konzentrierte sich das Unternehmen auf den Ausbau eines Netzes an Filialen. 2004 wurde in Bottrop die erste Filiale eröffnet. So wurde im Jahr 2012 der 200. EuroShop in Berlin am Teltower Damm eröffnet. Mit seinen über 1.000 Mitarbeitern verfolgt das Tochterunternehmen der J.E. Schum GmbH & Co. KG das Konzept, Filialen in Städten ab 30.000 Einwohnern in der Größenordnung von 130 bis 300 m² zu eröffnen.
2017 wurde die 300. Filiale in Berlin eröffnet. Im Juni 2019 würde die 333. Filiale eröffnet.

## Sortiment
Das gesamte Sortiment wird zentral gesteuert und in den einzelnen Filialen zum Schnäppchenpreis angeboten. Neben einem ständig verfügbaren Stammsortiment, das auch Haushalts- und Kurzwaren umfasst, gibt es Aktionswaren zu Themen wie Ostern, Weihnachten, Schulanfang, Grillen etc. Die meisten Waren stammen, wie auch bei der Konkurrenz, aus Niedriglohnländern. Dadurch und durch die Abnahme riesiger Posten können die Preise auf ein Minimum gedrückt werden. Eine eher untergeordnete Rolle spielt der klassische Restpostenmarkt. Zudem wird bei den Waren getrickst und mit kleinen Verpackungsgrößen gearbeitet.

## Erfolg
Zusammen mit ihren Konkurrenten, dem Marktführer TEDi und Mäc-Geiz, dominiert Schum EuroShop den Markt an rasch anwachsenden Discountern. Der Aufstieg gelang innerhalb von nur acht Jahren; ab 2004 mit der Namensumbenennung wurde begonnen, ein Netz an Filialen in ganz Deutschland zu spinnen. In den nächsten Jahren soll eine weitere Expansion stattfinden. So lässt sich der Discounter mit den Worten „Unser Ziel, mit EuroShop flächendeckend in Deutschland vertreten zu sein, ist noch nicht erreicht“ zitieren.